# Bobby Lowe (karaté)
 (mars 2020).
Si vous disposez d'ouvrages ou d'articles de référence ou si vous connaissez des sites web de qualité traitant du thème abordé ici, merci de compléter l'article en donnant les références utiles à sa vérifiabilité et en les liant à la section « Notes et références ».
Edward 'Bobby' Lowe né le 23 août 1929 aux États-Unis et mort le 14 septembre 2011 à  Honolulu, Hawaï,est un éminent maître chinois américain du karaté kyokushin. Il est le premier uchi deshi (étudiant apprenti) de Masutatsu Oyama, fondateur du karaté kyokushin. Il a établi la première école kyokushin en dehors du Japon. Lowe a tenu le titre de « Shihan » et est l'instructeur principal et un président de Comité International de l'Organisation Internationale de karaté fondée par Oyama.

## Biographie

### Premières années
Lowe est né le 23 août 1929. Son père est professeur de sil lum pai kung fu et enseigne cet art à son fils. Le jeune Lowe étudie également le judo et jujutsu sous Seishiro Okazaki avant d' étudier le Kosho-ryu kenpo sous la direction James Mitose. À 23 ans, il est classé 4e dan en judo, 2e dan en Kosho-ryu kenpo et 1re dan en aïkido Yoshinkai.

### Karaté kyokushin
Lowe rencontre Oyama pour la première fois lors d'une manifestation que ce dernier donne en 1952 à Hawaï. De la fin de cette année au début de 1954, Lowe s'entraîne quotidiennement sous la direction de Oyama. Ce dernier le promet au rang de 1re dan en 1953. En 1957 à Hawaï, Lowe ouvre le premier dojo kyokushin (salle de formation) en dehors du Japon. Oyama l'a promu au 4e dan en 1957 (ou avant 1957), au 5e dan en 1965, au 7e dan en décembre 1976 et au 8e dan en octobre 1984.

### Carrière ultérieure
Le 17 septembre 2005, Lowe est reconnu pour ses contributions au karaté par le Centre culturel japonais d'Hawaï, lors du dîner Celebration of Lifetime Achievement de 2005. Lowe est promu 8e dan. Il est nommé président du Comité international pour l'Amérique du Nord et le Pacifique Sud au sein de l'Organisation internationale de karaté dirigée par Shokei Matsui.
Le 14 septembre 2011, Lowe est décédé paisiblement à l'hôpital d'Honolulu. Il a été survécu par sa femme, sa fille et son fils. Lowe se voit décerner à titre posthume le 10e dan par Matsui le 6 novembre 2011, lors d'un service commémoratif au 10e tournoi mondial.